# 安東弘樹
安東 弘樹（あんどう ひろき、1967年10月8日 - ）は、日本のフリーアナウンサー、自動車ジャーナリストで、元TBSテレビエグゼクティブアナウンサー。キューブ所属。
TBSアナウンサー27期生で、TBSテレビに在職中から、苗字の読み仮名の「あんどう」にちなんだ「アンディ」の愛称で親しまれている。血液型はB型。カトリックの信者で、洗礼名は「グレゴリオ」である。

## 略歴
神奈川県横浜市で出生した後に、家庭の都合で広島県やスペインに居住。スペインから帰国後に、横浜市立桜丘高等学校を経て成城大学法学部へ進学。
大学卒業後の1991年4月、TBSにアナウンサーとして入社。同期に2019年6月30日まで東京放送→TBSでアナウンサーを続けた秋沢淳子（7月1日から事業局の国際事業部へ異動）がいる。
TBSの分社化に伴うTBSテレビへの自動転籍（2009年4月1日）を経て、2011年にTBSアナウンサーセンターのアナウンス部次長へ昇進。アナウンサーとして活動を続ける「プレイングマネジャー」として、後輩アナウンサーの指導やスケジュール管理も担当した。一時13人の部下を抱えたほどの身で、「どの業務も他人に迷惑を掛けないとこなせない」と述べるほど多忙を極めた。このため、50歳を迎えた2017年から、「中途半端で終わることだけは避けたい」として自身の進路を模索。2018年2月9日に、当時パーソナリティを務めていた『たまむすび』（TBSラジオ）の放送中に退社を表明した。
2018年3月31日付で同社を退社。翌4月1日からはキューブに所属し、フリーアナウンサーとして活動。2024年から日本自動車ジャーナリスト協会の会員となり自動車ジャーナリストとしても活動している。

## 人物
身長165cm。広島県内の公立小学校へ入学した翌年の1975年に、広島東洋カープが球団史上初めてリーグ優勝した縁で以来カープを応援している。
酒が飲めないことを公言している。仕事上の唯一のNGは「裸体」（特に胸板の吹き出物の痕跡の露出）だと公表している。ただ、ドッキリもNGだともされる。

## 趣味・特技
弓道三段の腕前の持ち主で、成城大学弓道部の主将（24代目）を務めた。 
東京都から宮崎県まで（食事・給油・トイレでの中断時間を除いて）13時間不眠不休で自家用車を運転するほどの自動車好きで、TBSへの在職中から日本カー・オブ・ザ・イヤーの選考委員を務める。フリーアナウンサーへの転身後も東京都内で仕事に臨む際は、千葉市内の自宅から自家用車を自分で運転してほぼ毎回マネージャーより先に到着しており、マネージャーからも「毎日こんなに早く現場に着くタレントはほとんどいない」と突っ込みが入る。前述のように、趣味を活かして自動車ジャーナリストとしても活動している。その中でもMT車が好きで「MT車運転フェチ」とも称されてる。
大学生時代に納車のアルバイトを務めながら、休日のたびにスキー場へ通ったスキー愛好家でもある。
その他幅広くスポーツを愛好しており、スポーツのレギュラー番組出演の縁で、3x3バスケットボールSリーグの始球式を初めて（第1号）務めたことがある。また、Youtubeの動画巡りも趣味で、特に旅系のチャンネルを愛好している。鉄道動画を観るのが好きで、20代の鉄道Youtuberは全員網羅していると自負している。

## 家族
妻はタレントの川幡由佳で、息子が2人いる。自身も弟と妹が1人ずつおり、弟の茂樹はレンタルボート店に勤務しながら介護福祉士や作家として活動している。
2005年9月19日に、当時『世界・ふしぎ発見!』（TBSテレビ）の「ミステリーハンター」（取材リポーター兼クイズ出題役）を務めていた川幡と結婚し、2006年7月7日に長男が誕生。アナウンサーとして活動しながら、育児に携わった。2009年12月9日に、自身の育児体験を綴った手記「安東さんちの子育てちからこぶ」を川幡と共著で情報センター出版局から刊行（ISBN 978-4795840638）し、安東が綴ったコラムに川幡がイラストやマンガを添えた。
交際のきっかけは川幡が『世界・ふしぎ発見!』のタイ取材でムエタイを体験した際、ムエタイ歴10ヶ月の少女と対戦したがボロ負けしたVTRが流れた後、川幡の携帯電話にメールした事である。

## 現在の出演番組

### テレビ
- エンジン オブ マイライフ（朝日放送テレビ、2018年5月 - [注釈 1]、MC）：フリーアナウンサー転身後最初の新規レギュラー番組
- バラいろダンディ（TOKYO MX、2018年10月2日 - ）

### ネットTV
- 7.2新しい別の窓（AbemaTV） ななにー人狼等一部コーナーのMC（第19回 - ）

### ラジオ
- MOTIVE!!（BAYFM78、2019年4月5日 - ）
- UP GARAGE presents GARAGE HERO's 〜愛車のこだわり〜（TBSラジオ、2020年7月12日 - ）
- 公益財団法人日本尊厳死協会プレゼンツ My LIFE! My CHOICE!!（TBSラジオ、2020年10月2日 - ）
- AWAKE（BAYFM78、2022年11月2日[注釈 2]、2024年7月11日.2025年6月25日[注釈 3]

## TBS時代の出演番組・作品

### テレビ
レギュラー出演
- JNNニュースの森（第1期・1993年4月 - 1996年3月/第2期・2004年10月 - 2005年3月終了時）スポーツ担当[18][19]
- JNNニュースコール（1992年）[19]
- 山田邦子のしあわせにしてよ
- 情報!もぎたてサラダ（1997年）金曜
- マダムんむん
- 王様のブランチ（1996年4月 - 2001年9月）[18][19]
- はなまるマーケット（1997年）リポーター（はなまるアナ）[19]
- ワンダフル（2002年4月 - 9月）
- （特）情報とってもインサイト
- 全員正解あたりまえ!クイズ
- 2時ピタッ!（2006年4月 - 9月）
- きょう発プラス!
- ピンポン!（月曜・火曜）
- 徳光和夫の感動再会!"逢いたい"（レギュラー放送終了後の特番でも出演）
- アナCAN（2008年4月 - 9月）新人アナのお目付け役
- にうすざんす
- 激変!ミラクルチェンジ（2010年10月 - 2011年3月の半年間はレギュラー番組として放送）進行役
- アッコにおまかせ!（1998年10月 - 2014年9月）進行アナ[18]
- コレ 買いダネ!!（ - 2016年9月）平日14:50 - 15:51頃のショッピング番組
- ひるおび!（月曜・金曜、のちに木曜・金曜）
- 高橋尚子のラララRUN♪（BS-TBS）
- SKE48 ZERO POSITION 〜チームスパルタ!能力別アンダーバトル〜（TBSチャンネル1/2014年10月4日 - 2016年1月23日）※不定期出演

### ラジオ
- ヤンアナジョッキー（1992年）[18][19]
- CUTE!（1992年）[18][19]
- 週末大王（1997年10月 - 1998年3月）[18][19]
- ブジオ!（月曜日担当） - 古田新太とのコンビ
- ふるチン（土曜） - 同上
- 夜な夜なニュースいぢり X-Radio バツラジ『スジいぢり』コーナー（金曜→木曜隔週）
- Kakiiin（2007年度）火曜日担当 19:00 - 22:00
- ザ・トップ5（2011年10月4日 - 2012年3月27日）火曜日担当
- Wanted!!（2013年3月5日 - 3月26日）火曜日の進行役。 - 六角精児と共演
- マイフェイバリッと（2015年3月2日 - 3月13日）
- OLERA（2014年9月30日 - 2015年3月24日）火曜リポーター
- エブ★ラジ 夜の連続スマホ小説（2014年10月5日 - 2015年3月29日）
- 辛島美登里 こころん、ふるさと（2015年10月4日 - 2016年9月25日）ナレーション、2016年5月22日放送分ではゲスト出演
- たまむすび（2016年4月1日 - 2018年3月30日）金曜パーソナリティ
- 千葉ドリーム!もぎたてラジオ - 当時千葉県知事・森田健作の代役。[注釈 4]

単発出演ほか
- ライムスター宇多丸のウィークエンド・シャッフル（2011年12月3日ほか）
- ジェーン・スー相談は踊る（2014年5月3日ほか）
- 生島ヒロシのおはよう定食・おはよう一直線（2016年8月3日） - 生島ヒロシ夏期休暇時の代役
- 都市型生活情報ラジオ 興味R（2017年4月17日） - 週替わりアシスタント

### 映画
- レイトン教授と永遠の歌姫（TVの声）
- WOOD JOB! 〜神去なあなあ日常〜（ふんどしアナウンサー）

## フリーアナウンサー転身後の主な出演番組

### テレビドラマ
- 正義のセ 第10話（2018年6月13日、日本テレビ） - キャスター 役
- 指定弁護士（2018年9月23日、テレビ朝日） - ワイドショー司会者 役[20]
- 東海テレビ×WOWOW 共同製作連続ドラマ ミラー・ツインズ Season1（2019年4月6日 - 5月25日） - キャスター 役
- 俺のスカート、どこ行った? 第9話（2019年6月15日、日本テレビ） - 情報番組「アサップ」キャスター 役
- 孤独のグルメ Season8 第4話（2019年10月26日、テレビ東京） - 石井 役
- シャーロック（2019年、フジテレビ） - 安東弘樹（本人） 役
- 日曜プライム「嫉妬」（2020年、テレビ朝日） - 三沢守 役
- TXQ FICTION「イシナガキクエを探しています」（2024年4月30日 - 5月18日、テレビ東京） - 安東弘樹（本人） 役[21]
- しょせん他人事ですから 〜とある弁護士の本音の仕事 第5話（2024年8月23日、テレビ東京） - 情報番組の司会者 役[22]

### ウェブドラマ
- 株式会社グレーゾーン・エージェンシー 第8話・第10話（2020年5月11日・5月25日、YouTube Originals）：安東弘樹（本人役）
- 新聞記者 第1話・第2話・第5話・第6話（2022年1月13日配信、Netflix）：アナウンサー 役
- ギルガメッシュFIGHT 第3話（2023年1月15日、Paravi）：高田敬 役[23]

### 情報番組
- ふるさとの夢（TBS、2017年1月23日未明〈1月22日深夜〉 - 2020年3月26日未明〈3月25日深夜〉）- 番組進行

### スポーツ番組
- 朝日奈央のキラめきスポーツ〜キラスポ〜（毎日放送、2020年10月19日（18日深夜） - 2024年3月18日（17日深夜）、月1回放送）：単独では初めて番組のMCを務める朝日奈央のパートナーとして出演[24]。

### ラジオ
- DAYS（ニッポン放送、2019年4月4日 - 2020年8月31日）
- 安東弘樹の探せ!お宝!鑑定ラジオ（TBSラジオ、2019年4月7日 - 9月）
- 安東弘樹 Let’s Go Friday（ニッポン放送、2020年度[注釈 5]及び2021年度のナイターオフ期間限定番組）
- とにかく壁紙の話（TBSラジオ、『金曜たまむすび』内、2016年9月30日 - 2022年12月30日[25]）[注釈 6]

## 著作
- 「安東さんちの子育てちからこぶ」（妻の川幡由佳との共著、情報センター出版局、2009年、ISBN 978-4-795-84063-8）

## インターネットコンテンツ
- GAZOO（トヨタ自動車）安東弘樹連載コラム  - TBSアナウンサー時代から担当